# Kausativ
Als Kausativ (Veranlassungswort) wird in der Sprachwissenschaft eine Form der Diathese bezeichnet. Mit dem Kausativ wird ausgedrückt, dass ein erstes Agens ein zweites Agens dazu veranlasst, eine Handlung auszuführen. Einige Linguisten unterscheiden feiner zwischen Kausativ (Veranlassen) und Faktitiv (Bewirken; nicht zu verwechseln mit dem Begriff faktiv).
In zahlreichen Sprachen, beispielsweise im Sanskrit, Estnischen, in den Altaisprachen (Beispiel Türkisch) sowie den semitischen Sprachen wie Hebräisch und Arabisch ist der Kausativ eine regelmäßig ableitbare Form des Verbs.

## Kausativ im Deutschen

### Deverbale Ableitungen
Kausative im altgermanistischen Sinn sind mittels eines j-Infixes gebildete Ableitungen von starken Verben. In der deutschen Sprache ist diese Kausativbildung nicht mehr produktiv und transparent, das heißt, es ist nicht mehr möglich, in der modernen Sprache damit neue Verben zu bilden. Beispiele:
| Grundverb                                | Kausativ                          |
| ---------------------------------------- | --------------------------------- |
| beißen                                   | beizen                            |
| biegen                                   | beugen                            |
| dringen                                  | drängen                           |
| erschrecken (sie erschrak)               | erschrecken (sie erschreckte ihn) |
| essen                                    | ätzen                             |
| fahren                                   | führen                            |
| fallen                                   | fällen                            |
| fließen                                  | (ein)flößen                       |
| genesen                                  | nähren                            |
| hängen, älter: hangen (hat/ist gehangen) | hängen (hat gehängt) und henken   |
| leiden                                   | leiten                            |
| (er)löschen (ist erloschen)              | löschen (hat gelöscht)            |
| liegen                                   | legen                             |
| quellen (ist gequollen)                  | quellen (hat gequellt)            |
| rinnen                                   | rennen                            |
| saufen                                   | (er)säufen                        |
| saugen                                   | säugen                            |
| schwellen (ist geschwollen)              | schwellen (hat geschwellt)        |
| schwingen                                | schwenken                         |
| schwimmen                                | schwemmen                         |
| schwinden                                | (ver)schwenden                    |
| sinken                                   | senken                            |
| sitzen                                   | setzen                            |
| spreiten                                 | spreizen                          |
| springen                                 | sprengen                          |
| stieben                                  | stäuben                           |
| trinken                                  | tränken                           |
| (wachen)                                 | wecken                            |
| winden                                   | wenden                            |
| zwingen                                  | zwängen                           |

Die der Kausativbildung gegenüberstehenden Formen sind im Deutschen immer intransitive Verben (vgl. Valenzalternation).
Die wichtigste Kausativbildung des Deutschen beruht auf einer gemeingermanischen deverbalen Ableitung. Dabei wurde zur 2. Ablautstufe (z. B. trank-) eines starken Verbs (in diesem Beispiel trink-) mit dem Suffix -jan- ein neuer schwach flektierender Verbstamm (also trank-jan-) gebildet. Das später geschwundene -j- hat – soweit möglich – Umlaut der Stammsilbe zur Folge (tränk-). Diese 2. Ablautstufe lautete in einigen Ablautklassen früher anders als heute, was die Lautung von Kausativen wie beizen, das vom ursprünglichen Präteritalablaut /ei/ (nicht wie heute /i/) abgeleitet wurde, oder säugen, das vom ursprünglichen Präteritalablaut /ou/ (nicht wie heute /oː/) abgeleitet wurde, erklärt.
Bei einigen Verben sind – zumindest in der Schrift- bzw. Standardsprache, oft aber nicht in den Dialekten – das Grundverb und das Kausativ im Infinitiv später lautlich zusammengefallen, zum Beispiel bei „schmelzen“ oder „verderben“, wo das ursprüngliche germanische /ë/ des Grundverbs und der Primärumlaut /e/ des Kausativs standardsprachlich beide zu /ɛ/ geworden sind. Wo heute gleichlautende Verben für beide Verwendungen existieren, unterscheiden sie sich jedoch oft immer noch in der Flexion (erschrecken stV. intrans. : erschrecken swV. trans.) oder unterschieden sich darin noch in der älteren Sprache (schmolz intrans. : schmelzte trans. oder verdarb intrans. : verderbte trans.). Bei einigen Verben ist standardsprachlich (meist aber nicht mundartlich) zwar der Stammvokalismus später lautlich zusammengefallen, nicht aber der infolge Einwirkung des j-Infixes veränderte stammschließende Konsonant, beispielsweise bei „beißen“ vs. „beizen“ oder „leiden“ vs. „leiten“, wo das heutige /ae/ des Grundverbs auf mhd. /iː/, das heutige /ae/ des Kausativs aber auf mhd. /ei/ zurückgeht.
In gewissen Fällen ist die Zweiheit Grundverb – Kausativ verloren gegangen, weil das Grundverb ausgestorben ist. So ist lehren zwar ein Kausativ (< germ. *laizijaną, so noch im Gotischen als laisjan bezeugt), aber das zugehörige Ausgangsverb (Präteritopräsens) *lais „ich weiß“ (gotisch lais) ist im Laufe der Sprachentwicklung untergegangen.
Der semantische Zusammenhang ist oft noch deutlich, man vergleiche etwa trinken und tränken, wo Letzteres immer noch die Bedeutung ‚trinken machen‘ hat. In anderen Fällen verdunkelte der semantische Zusammenhang im Laufe der Sprachgeschichte. So bedeuteten ätzen ursprünglich ‚essen machen‘, beizen (‚mit einem scharfen Mittel behandeln‘ bzw. ‚Falken- oder Hundejagd betreiben‘) ursprünglich ‚beißen machen‘ und nähren ursprünglich ‚genesen machen‘. Auch ergötzen (mit sekundärer Rundung von /e/ zu /ö/) ist ein Kausativ, doch hatte das Verb, das heute ‚sich erfreuen, amüsieren‘ bedeutet, ursprünglich die Bedeutung ‚Leid vergessen machen‘ und ist eine Ableitung von ergessen ‚vergessen‘. Umgekehrt bedeutete leiden ursprünglich ‚gehen‘, was in dessen Kausativ leiten, eigentlich ‚gehen machen‘, noch durchschimmert.
Wo ein formales Kausativ nicht vorhanden ist, kann mit kausativen Verben, also mit einem Hilfsverb wie machen, lassen, (zu etwas) bringen, zwingen, bewirken ein Kausativ konstruiert werden.

### Denominale Ableitungen
Kausative können auch Ableitungen von einem Adjektiv sein. Auch hier liegt eine Wortbildung vor, die mittels eines j-Infixes vonstattengegangen ist, weshalb beim Verb Umlautung auftritt. Beispiele:
| Grundwort                   | Kausativ                                                                       |
| --------------------------- | ------------------------------------------------------------------------------ |
| blau                        | bläuen (nur in der Bedeutung „blau färben“, nicht in der Bedeutung „schlagen“) |
| braun                       | bräunen                                                                        |
| dürr                        | dörren                                                                         |
| falsch                      | fälschen                                                                       |
| ganz                        | (er)gänzen                                                                     |
| glatt                       | glätten                                                                        |
| gram                        | (ver)grämen                                                                    |
| grob                        | (ver)gröbern                                                                   |
| groß                        | (ver)größern                                                                   |
| ahd. haft (vgl. nhd. -haft) | heften                                                                         |
| hart                        | härten                                                                         |
| hoch                        | (er)höhen                                                                      |
| hohl                        | (aus)höhlen                                                                    |
| jung                        | (ver)jüngen                                                                    |
| kalt                        | (er)kälten                                                                     |
| klar                        | klären                                                                         |
| krank                       | kränken                                                                        |
| kraus                       | kräuseln                                                                       |
| krumm                       | krümmen                                                                        |
| kühl                        | kühlen                                                                         |
| kurz                        | kürzen                                                                         |
| lahm                        | lähmen                                                                         |
| lang                        | (ver)längern                                                                   |
| laut                        | läuten                                                                         |
| lauter                      | läutern                                                                        |
| nahe                        | nähern                                                                         |
| nass                        | (ein-/ver)nässen                                                               |
| offen                       | öffnen                                                                         |
| platt                       | plätten                                                                        |
| rot                         | röten                                                                          |
| sanft                       | (be)sänftigen                                                                  |
| satt                        | sättigen                                                                       |
| sauber                      | säubern                                                                        |
| sauer                       | säuern                                                                         |
| scharf                      | schärfen                                                                       |
| schmal                      | schmälern                                                                      |
| schmuck                     | schmücken                                                                      |
| schwach                     | schwächen                                                                      |
| schwanger                   | schwängern                                                                     |
| schwarz                     | schwärzen                                                                      |
| stark                       | stärken                                                                        |
| süß                         | süßen                                                                          |
| taub                        | (be)täuben                                                                     |
| tot                         | töten                                                                          |
| trüb                        | trüben                                                                         |
| voll                        | füllen                                                                         |
| warm                        | wärmen                                                                         |
| zahm                        | zähmen                                                                         |

Auch hier sind die Zusammenhänge nicht mehr immer durchsichtig. So steht gerben in einem kausativen Verhältnis zu gar, denn germanisch *garwa- bedeutete ‚fertig, bereit‘ und das kausative *garwjan- ‚bereiten, zurüsten‘; die bedeutungsmäßige Einschränkung auf ‚Leder zubereiten‘, wie wir sie im neuhochdeutschen gerben antreffen, ist eine sekundäre Entwicklung.

## Kausativ im Englischen
Im Englischen gibt es auf die gleiche Weise wie im Deutschen entstandene Wortpaare, beispielsweise drink : drench (deutsch: „trinken : durchnässen“; Letzteres etymologisch identisch mit deutsch „tränken“), fall : fell (deutsch: „fallen : fällen“), lie : lay (deutsch: „liegen : legen“), rise : raise (deutsch: „aufstehen : hochheben“) oder sit : set (deutsch: „sitzen : setzen“).
Diese aus dem Altenglischen ererbten Kausative stehen im Neuenglischen jedoch einer großen Zahl von Kausativen gegenüber, die sich phonologisch und morphologisch nicht mehr von einem Grundverb unterscheiden. Der Unterschied besteht damit einzig in der Valenzalternation. In einigen Fällen geht dies darauf zurück, dass das Grundverb das ursprüngliche Kausativ später verdrängt hat, so etwa bei sink, das heute als starkes Verb sowohl „sinken“ wie auch „versenken“ bedeutet, wogegen das alte Kausativ sench ausgestorben ist. Viel häufiger sind hingegen diejenigen Fälle, wo ursprünglich nur intransitive (starke) Verben in späterer Zeit kausative Bedeutungen entwickelt haben. Ein Beispiel hierfür ist grow, vgl. The corn grows (deutsch: „Der Mais wächst“) im Gegensatz zu The man grows corn (deutsch: „Der Mann baut Mais an“).

## Kausativ in nicht-indogermanischen Sprachen
Sprachen wie das Estnische, Japanische und Koreanische besitzen eigene Endungen, um den Kausativ eines Verbs zu bilden. Im Japanischen wird dazu die Mizenkei-Form des Verbstamms verwendet sowie die Endung -seru bzw. -saseru.

### Japanisch
| Verbklasse        | Verb   | Verb          | Kausativ              | Beispielsatz                                                   | Beispielsatz                                     |
| ----------------- | ------ | ------------- | --------------------- | -------------------------------------------------------------- | ------------------------------------------------ |
| fünfstufiges Verb | tragen | 持つ motsu    | 持たせる motaseru     | 花子は健児に鞄を持たせた. Hanako wa Kenji ni kaban o motaseta. | Hanako ließ Kenji die Tasche tragen.             |
| einstufiges Verb  | essen  | 食べる taberu | 食べさせる tabesaseru | 息子に味噌汁を食べさせた. musuko ni misoshiru o tabesaseta.    | (Ich) zwang meinen Sohn, die Misosuppe zu essen. |

### Türkisch
Grundsätzlich kann jedes Verb in den Kausativ überführt werden, indem das Suffix „-dir“ bzw. nach stimmlosem Konsonanten „-tir“ an den Stamm angefügt wird, wobei der Vokal der großen Vokalharmonie unterliegt, im Beispiel unten daher zum „ü“ wird. Um hier den doppelten Kausativ zu erzeugen, wird lediglich noch das Suffix „-t“ angefügt wird.
| einfaches Verb | einfacher Kausativ | doppelter Kausativ    |
| -------------- | ------------------ | --------------------- |
| sterben        | töten              | (einen Mörder) dingen |
| ölmek          | öldürmek           | öldürtmek             |

### Koreanisch
| Verbklasse         | Verb          | Verb       | Kausativ             | Beispielsatz                                                                      | Beispielsatz                                        |
| ------------------ | ------------- | ---------- | -------------------- | --------------------------------------------------------------------------------- | --------------------------------------------------- |
| Intransitives Verb | sich ausruhen | 쉬다 swida | 쉬게 하다 swige hada | 어머니가 아이를 쉬게 했어요. Ŏmŏni-ga ai-rŭl swige haessŏyo.                      | Die Mutter ließ das Kind sich ausruhen.             |
| Transitives Verb   | schreiben     | 쓰다 ssŭda | 쓰게 하다 ssŭge hada | 아버지가 아이에게 편지를 쓰게 했어요. Abŏji-ga ai-ege p'yŏnji-rŭl ssŭge haessoyo. | Der Vater zwang das Kind, einen Brief zu schreiben. |

### Semitische Sprachen
Semitische Sprachen haben normalerweise einen oder sogar mehrere Kausativstämme. Im Hebräischen sind dies Hiphil, hebr. הִפְעִיל [hif'ʕil] und Hophal, hebr. הׇפְעַל [hɔf'ʕal], wobei das Hiphil aktiv ist, das heißt, es hat die Bedeutung „jemanden oder etwas zu einem Tun veranlassen“ und das Hophal passiv, mit der Bedeutung „von jemanden oder etwas zu einem Tun veranlasst zu werden“. Beispiele: le'echol „essen“, le'ha'achil „zu essen geben“, d. h. füttern; lir'ot „sehen“, lehar'ot „zeigen“. Siehe hierzu auch Konjugationsstämme im Hebräischen.
Im Arabischen ist der 4. Verbstamm, bei dem der erste Stammkonsonant vokallos ist, ein Kausativ-Stamm. Aus dem Verb mit der Bedeutung „machen, tun“ mit den Formen fa'ala in der Vergangenheit und yaf'alu in der Gegenwart im 1. oder Grund-Stamm, werden im 4. Stamm die Formen af'ala und yuf'ilu. Die entsprechenden Formen des Verbs „schreiben“ sind kataba und yaktubu, die zu aktaba und yuktibu werden. Die angegebenen Formen beziehen sich jeweils auf die dritte Person singular, masculinum.